# Conduelo Piriz
Conduelo Piriz (Montevideo, 17 juni 1905 - 25 december 1976) was een Uruguayaans voetballer die uitkwam voor Nacional.

## Carrière
Piriz begon te voetballen bij Defensor Sporting Club. In 1929 maakte hij de overstap naar Club Nacional de Football. Piriz maakte zijn debuut in Uruguay in 1927. Hij heeft 6 wedstrijden gespeeld voor een nationale ploeg. Hij maakte deel uit van de selectie op het Wereldkampioenschap 1930.
Piriz overleed op 25 december 1976. 

## Erelijst
| Beker               |    |      |
| Wereldkampioenschap | 1x | 1930 |

## Privéleven
Piriz broer is ook een professionele voetballer Juan Píriz.